# Leklot
Leklot är en ö i Finland. Den ligger i Skärgårdshavet och i kommunen Pargas i den ekonomiska regionen  Åboland i landskapet Egentliga Finland, i den sydvästra delen av landet. Ön ligger omkring 49 kilometer väster om Åbo och omkring 200 kilometer väster om Helsingfors.
Öns area är 38,4 hektar och dess största längd är 1,5 kilometer i öst-västlig riktning. Ön höjer sig omkring 25 meter över havsytan. I omgivningarna runt Leklot växer i huvudsak barrskog.